# Jean-Louis Gauthey
Pour les articles homonymes, voir Gauthey et Capron.
 (mars 2025).
Jean-Louis Gauthey (pseudonyme de Jean-Louis Capron et Jean-Louis Momus),né en 1969 en banlieue parisienne, est un éditeur de bande dessinée alternative fondateur de la maison d'édition Cornélius en 1991.

## Biographie
Passionné de bande dessinée, il rencontre Marcel Gotlib à l'âge de dix ans. Devenu un intime de la famille, il profite des conseils de son idole pour devenir un fin connaisseur de la bande dessinée. Il rencontre de nombreux dessinateurs (dont Stanislas et Jean-Christophe Menu) sur les festivals, en allant les voir chez eux ou en fréquentant des ateliers de bande dessinée .
Plus tard, il devient libraire, puis travaille pour le diffuseur-éditeur Anthracite avant de devenir sérigraphe. Il sympathise avec Jean-Christophe Menu et les membres de L'Association avant la création de la structure et monte les éditions Cornélius en 1991. D'abord spécialisé dans les éditions en sérigraphie, il élargit son catalogue avec des éditions en offset et des auteurs issus de L'Association (Jean-Christophe Menu, David B, Lewis Trondheim) et des auteurs confirmés dont Robert Crumb et Willem.
Pendant les années 1990, il diversifie le catalogue des éditions Cornélius avec des auteurs connus comme Blutch, Dupuy et Berberian, Robert Crumb, Daniel Clowes, Stéphane Blanquet, Charles Burns ou des auteurs qu'il découvre comme Joann Sfar, Hugues Micol ou Ludovic Debeurme. Les éditions Cornélius ont remporté le prix du meilleur album du Festival d'Angoulême 2007 avec NonNonBâ de Shigeru Mizuki.
Pour les éditions Cornélius, il cumule  les fonctions d'éditeur, de directeur artistique (il réalise toutes les couvertures) et de rédacteur du site internet conçu avec Blexbolex.
Jean-Louis Gauthey est aussi auteur de bande dessinée sous le pseudonyme de Jean-Louis Capron et scénariste de dessin animé sous ce pseudonyme et celui de Jean-Louis Momus, qu'il utilise au début des années 2010 en tant que directeur d’écriture sur la série télé Les Lapins Crétins : Invasion.
En 2015, il est le premier président du Syndicat des éditeurs alternatifs, qui regroupe plusieurs dizaines d'éditeurs de bande dessinée souhaitant se regrouper face au SNE BD. Il occupe ensuite différents poste au bureau du syndicat, tel porte-parole ou secrétaire adjoint.

## Documentation
- Entretien avec Bruno Canard, dans L'Indispensable, juin 1998. Republié sur Du9.
- Entretien, dans Jade n°20, 2000.
- Thierry Bellefroid, « Jean-Louis Gauthey », dans Les Éditeurs de bande dessinée, Niffle, 2005.
- Jean-Louis Gauthey, Cornélius ou l'air de la mouscaille et du pinaillage, Cornélius, 2007.